# ウィメンズ・エクストリーム・レスリング
ウィメンズ・エクストリーム・レスリング（Women's Extreme Wrestling、略称：WEW）は、アメリカ合衆国のペンシルベニア州フィラデルフィアを拠点としている女子プロレス団体。

## 歴史
2002年、Dave Milanが設立。同年、フィラデルフィアで旗揚げ戦を開催。
ポルノスターの参戦など興行上の理由から大半の大会は観客を21歳以上限定としている。
PPVはジ・アリーナで開催している。かつてアトランタで開催していた。
日本から坂井澄江が参戦している。

## タイトル
- WEW王座
- WEWタッグ王座
- WEWハードコア王座